# Liste d'élections en 1971
Chronologie des élections
- 1967
- 1968
- 1969
- 1970
- 1971
- 1972
- 1973
- 1974
- 1975

Cette liste recense les élections organisées durant l'année 1971. Elle inclut les élections législatives et présidentielles nationales dans les États souverains, ainsi que les principaux référendums.
Parmi les États démocratiques qui organisent des élections en 1971, quatre connaissent une alternance politique. À Antigua-et-Barbuda, le Parti travailliste (centre-gauche) perd les élections législatives du mois de février, après avoir remporté tous les sièges du Parlement de ce petit État lors des quatre élections précédentes. Le Mouvement travailliste progressiste, parti de centre-gauche rival, forme le nouveau gouvernement dirigé par George Walter. En Islande, à l'issue des élections législatives en juin, les conservateurs du Parti de l'indépendance perdent le pouvoir. Ólafur Jóhannesson (Parti du progrès : centre-droit) prend la tête d'un gouvernement de coalition qui inclut les sociaux-libéraux et les socialistes. À Malte, les travaillistes (centre-gauche) succèdent aux nationalistes de centre-droit en remportant les élections en juin ; Dom Mintoff devient premier ministre. Au Danemark, les élections en septembre permettent aux sociaux-démocrates de former un gouvernement sous la direction de Jens Otto Krag, succédant à un gouvernement de coalition de centre-droit.
Parmi les États non démocratiques, Haïti organise en janvier un simulacre de référendum pour permettre au jeune Jean-Claude « Baby Doc » Duvalier de devenir dictateur à vie trois mois plus tard, à l'âge de 19 ans. De manière similaire, le nouveau dictateur syrien Hafez el-Assad se confère une apparence de mandat populaire au moyen d'un plébiscite en mars. Au Soudan, c'est également un plébiscite sans candidat d'opposition qui valide la présidence du dictateur socialiste Gaafar Nimeiry en septembre. Au Malawi, le président conservateur Hastings Banda fait annuler les élections législatives prévues en avril, en n'autorisant qu'un seul candidat par circonscription - chaque candidat approuvé par le président étant ainsi déclaré élu sans scrutin. Parmi les quatre États d'Afrique subsaharienne où se déroulent des élections cette année, aucun ne permet la participation de candidats d'opposition. Il en va de même dans les cinq États du bloc de l'Est où se tiennent des élections en 1971 - quatre en Europe de l'Est, et le Viêt Nam du Nord.

## Par mois

### Janvier
| Date       | Pays   | Élections    | Contexte | Résultats |
| ---------- | ------ | ------------ | --- | --- |
| 23 janvier | Koweït | Législatives | Il n'existe pas de partis politiques, mais des factions informelles. | Les candidats favorables au gouvernement conservent la majorité relative des sièges, les autres revenant à des indépendants, des factions religieuses ou à quelques candidats laïcs d'opposition. Le cheikh Jaber al-Ahmad al-Sabah, prince héritier de l'émirat, demeure premier ministre. |
| 23 janvier | Nauru  | Législatives | Il n'existe pas de partis politiques. Tous les candidats se présentent sans étiquette. | Les partisans du président Hammer DeRoburt conservent leur majorité, et reconduisent ce dernier à la tête de l'État. |
| 30 janvier | Haïti  | Référendum   | Haïti à cette date est une dictature brutale marquée par un culte de la personnalité. Malade, le président François Duvalier (dit « Papa Doc ») a fait modifier la constitution pour que son fils Jean-Claude Duvalier (« Baby Doc ») puisse lui succéder. Par ce référendum, les Haïtiens sont appelés à valider la succession automatique de Jean-Claude Duvalier au poste de président à vie après le décès de son père. | Les autorités annoncent que la mesure a été approuvée par 100 % des votants, avec aucun bulletin « non ». François Duvalier meurt le 21 avril et son fils lui succède, à l'âge de 19 ans.                                                                                                   |

### Février
| Date       | Pays               | Élections    | Contexte | Résultats |
| ---------- | ------------------ | ------------ | --- | --- |
| 11 février | Antigua-et-Barbuda | Législatives | Le pays à cette date est un État associé au Royaume-Uni, depuis 1967. | Alternance. Le Mouvement travailliste progressiste (centre-gauche) remporte une large majorité des sièges, tandis que le Parti travailliste (centre-gauche) jusque-là au pouvoir subit un net recul. George Walter devient premier ministre. |
| 28 février | Liechtenstein      | Référendum   | Les hommes du pays sont appelés à se prononcer pour ou contre la mise en place du droit de vote pour les femmes. En 1968, un référendum ouvert à la fois aux hommes et aux femmes avait abouti au rejet de cette proposition, près de la moitié des femmes ayant voté contre. | La proposition est rejetée par 51,1 % des votants. Après un nouvel échec en 1973, les femmes obtiennent le droit de vote par référendum en 1984.                                                                                             |

### Mars
| Date            | Pays     | Élections                      | Contexte | Résultats |
| --------------- | -------- | ------------------------------ | --- | --- |
| février et mars | Yémen    | Législatives                   | Les partis politiques sont interdits. Dans les zones rurales, les élections se déroulent au suffrage indirect. | Tous les députés sont élus sans étiquette. Le Parlement est dominé par les élites tribales des zones rurales. Ahmad Muhammad Numan devient premier ministre. |
| 1er au 10 mars  | Inde     | Législatives                   | | Le parti Congrès national indien (laïc, socialiste) conserve la majorité absolue des sièges. Indira Gandhi demeure première ministre. |
| 22 mars         | Syrie    | Présidentielle                 | L'élection est un plébiscite. Les citoyens sont appelés à voter pour ou contre le candidat unique.             | Arrivé au pouvoir par un coup d'État l'année précédente, Hafez el-Assad (parti Baas : panarabisme, socialisme arabe, laïc) est approuvé officiellement par 99,2 % des votants. |
| 28 mars         | Honduras | Législatives et présidentielle | | Le Parti national (droite) conserve la présidence de la République, son candidat Ramón Ernesto Cruz obtenant 52,6 % des voix face à Jorge Bueso Arias (Parti libéral : centre-droit). Libéraux et conservateurs s'accordent toutefois à présenter une liste commune aux élections législatives. Étant les seuls partis à y prendre part, ils recueillent chacun la moitié des sièges, sans que les citoyens n'aient de réel choix. |

### Avril
| Date     | Pays                                                   | Élections      | Contexte | Résultats |
| -------- | ------------------------------------------------------ | -------------- | --- | --- |
| 11 avril | République démocratique du Viêt Nam (Viêt Nam du Nord) | Législatives   | Presque tous les candidats sont issus du Front de la Patrie du Viêt Nam, organisation de masse liée au Parti ouvrier (marxiste-léniniste). Aucun parti d'opposition ne peut exister. Les citoyens sont invités à départager les différents candidats proposés dans leur circonscription. Le scrutin a lieu alors que la guerre du Viêt Nam se poursuit.                                                                              | Le Front de la Patrie conserve tous les sièges. Phạm Văn Đồng demeure premier ministre. |
| 17 avril | Malawi                                                 | Législatives   | Premières élections législatives depuis l'indépendance du pays en 1964 ; les précédentes avaient eu lieu juste avant l'indépendance. Le Malawi est un État à parti unique depuis 1966. Les comités locaux du parti proposent entre trois et cinq candidats par circonscriptions. Ces candidats sont ensuite présentés au président de la République, Hastings Banda, qui sélectionne parmi eux un seul candidat par circonscription. | Étant donné qu'il n'y a qu'un candidat par siège, les élections sont annulées. Les candidats choisis par le président sont déclarés élus, sans que les citoyens ne soient invités à se prononcer. Le Parti du Congrès (conservateur) obtient tous les sièges. |
| 25 avril | Hongrie                                                | Législatives   | La Hongrie à cette date est un État à parti unique. Seuls les membres du parti, et des candidats sans étiquette approuvés par le parti, sont autorisés à se présenter. Dans la plupart des circonscriptions, il n'y a qu'un seul candidat, les citoyens ayant néanmoins l'option (en principe) de voter contre les candidats proposés.                                                                                               | Les candidats recueillent dans l'ensemble 99,0 % de suffrages favorables. Le Parti socialiste ouvrier (marxiste-léniniste, 'socialisme du goulash') conserve la majorité absolue des sièges. Jenő Fock demeure premier ministre. |
| 27 avril | Corée du Sud                                           | Présidentielle | La Corée du Sud à cette date est un régime autoritaire. La constitution a été amendée pour permettre au président Park de briguer un troisième mandat. | Le président Park Chung-hee (Parti républicain démocratique : droite autoritaire), arrivé au pouvoir par un coup d'État en 1961, est réélu avec 53,2 % des voix, face à quatre candidats dont notamment Kim Dae-jung (Nouveau parti démocratique : libéral, conservateur). Peu après, il décrète la loi martiale, et fait adopter une nouvelle constitution lui donnant les pleins pouvoirs. |
| 28 avril | Pays-Bas                                               | Législatives   | | Parlement sans majorité. Le Parti travailliste (centre-gauche) dépasse le Parti populaire catholique (KVP ; centre-droit, chrétien-démocrate) et obtient la majorité relative des sièges. C'est néanmoins Barend Biesheuvel (Parti antirévolutionnaire : conservateur, chrétien-démocrate, protestant) qui devient premier ministre, formant un large gouvernement de coalition avec deux autres partis chrétiens-démocrates dont le KVP, mais aussi avec le Parti populaire libéral et démocrate (libéral-conservateur) et le parti Socialistes démocrates '70 (sociaux-démocrates). |

### Mai
| Date   | Pays                             | Élections                      | Contexte | Résultats |
| ------ | -------------------------------- | ------------------------------ | --- | --- |
| 4 mai  | Liberia                          | Législatives et présidentielle | Le Libéria à cette date est de facto un État à parti unique. Les élections se déroulent au suffrage censitaire, avantageant les descendants de colons noir-américains au détriment de la population autochtone. | Le pari True Whig (droite) conserve tous les sièges au Parlement. William Tubman, président de la République depuis 1944, est réélu sans opposition pour un septième mandat. Il meurt toutefois le 23 juillet ; son vice-président, William Richard Tolbert, lui succède.   |
| 10 mai | Saint-Christophe-Niévès-Anguilla | Législatives                   | Le pays à cette date est un État associé au Royaume-Uni. | Le Parti travailliste (centre-gauche) conserve la majorité absolue des sièges. Robert Llewellyn Bradshaw demeure premier ministre. |
| 16 mai | Bulgarie                         | Référendum                     | Les citoyens sont appelés à approuver une nouvelle constitution qui entérine le rôle du Parti communiste dans la direction de la société et de l'État.                                                          | La constitution est officiellement approuvée par 99,7 % des votants. Des élections législatives ont lieu en juin. |
| 24 mai | Trinité-et-Tobago                | Législatives                   | Les partis d'opposition boycottent le scrutin, protestant contre le risque de fraude dans l'usage de machines de vote.                                                                                          | Le Mouvement national populaire (centre-gauche) remporte tous les sièges. Eric Williams, à la tête du gouvernement depuis 1956, demeure premier ministre. L'année suivante, deux députés quittent le parti et forment ensemble une opposition parlementaire sans étiquette. |
| 25 mai | Corée du Sud                     | Législatives                   | La Corée du Sud à cette date est un régime autoritaire. | Le Parti républicain démocratique (droite autoritaire) conserve la majorité absolue des sièges. Kim Jong-pil devient premier ministre. |

### Juin
| Date          | Pays     | Élections    | Contexte | Résultats |
| ------------- | -------- | ------------ | --- | --- |
| 13 juin       | Islande  | Législatives | | Parlement sans majorité. Alternance. Le Parti de l'indépendance (conservateur) conserve la majorité relative des sièges dans les deux chambres, mais perd le pouvoir. Ólafur Jóhannesson (Parti du progrès : agrarien, centre-droit) devient premier ministre, formant un gouvernement de coalition majoritaire avec l'Alliance populaire (socialiste) et l'Union des libéraux et de la gauche (social-libérale). |
| 12 au 14 juin | Malte    | Législatives | | Alternance. Le Parti travailliste (centre-gauche) remporte de justesse la majorité absolue des sièges, devançant le Parti nationaliste (centre-droit) au pouvoir. Dom Mintoff (travailliste) devient premier ministre. |
| 27 juin       | Bulgarie | Législatives | Toutes les candidatures doivent être approuvées par le Front patriotique, dominé par les communistes et regroupant tous les partis autorisés. Les citoyens sont appelés à voter pour ou contre l'unique candidat dans leur circonscription. | Les candidats du Front patriotique sont élus avec un taux d'approbation d'ensemble de 99,9 %. Le Parti communiste obtient la majorité absolue des sièges, les autres revenant à l'Union nationale agraire (agrarisme ; un quart des sièges), ou à des élus sans étiquette approuvés par le Front. Stanko Todorov (Parti communiste) devient premier ministre.                                                     |

### Juillet
| Date      | Pays      | Élections    | Contexte | Résultats |
| --------- | --------- | ------------ | --- | --- |
| 3 juillet | Indonésie | Législatives | C'est la période du « Nouvel ordre » : le régime autoritaire et farouchement anticommuniste du président Soeharto. Les partis d'opposition ne sont pas autorisés à faire campagne librement. | Le mouvement Golkar, représentant le régime, l'armée et l'idéologie pancasila, remporte une large majorité des sièges.                                                  |
| 9 juillet | Iran      | Législatives | Le gouvernement contrôle les médias. Les partis d'opposition ne peuvent pas faire campagne librement.                                                                                        | Le Parti du Nouvel Iran (conservateur, monarchiste) conserve une large majorité absolue des sièges dans les deux chambres. Amir Abbas Hoveida demeure premier ministre. |

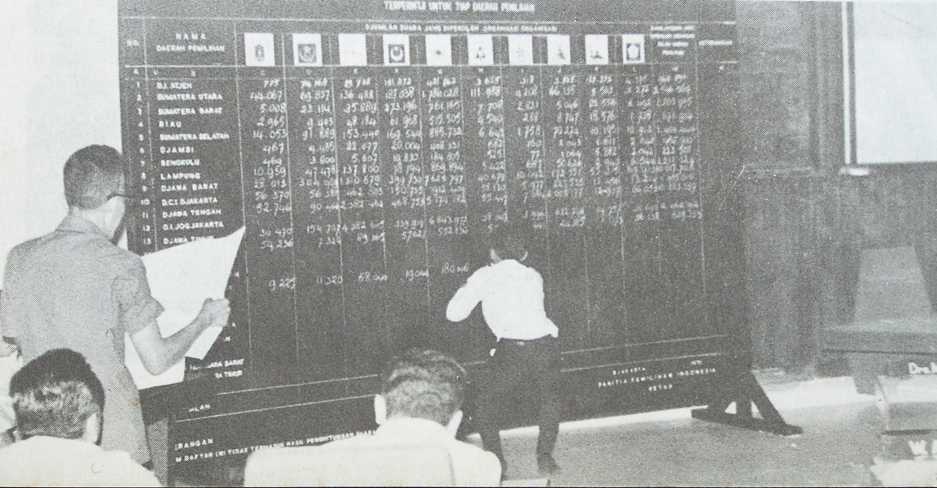
Décompte des votes au ministère de l'Intérieur indonésien.

### Août
| Date    | Pays                                     | Élections                      | Contexte | Résultats |
| ------- | ---------------------------------------- | ------------------------------ | --- | --- |
| 8 août  | Mauritanie                               | Législatives et présidentielle | La Mauritanie à cette date est un État à parti unique. Aucune candidature d'opposition n'est possible.                                                                             | Le Parti du peuple conserve automatiquement tous les sièges, ses candidats recueillant 98,6 % de suffrages favorables avec seulement 1,4 % de bulletins blancs ou nuls. Le président Moktar Ould Daddah, seul candidat à sa propre succession, est réélu avec 99,5 % de suffrages favorables. |
| 29 août | République du Viêt Nam (Viêt Nam du Sud) | Législatives                   | Le scrutin a lieu alors que la guerre du Viêt Nam se poursuit. Le pays connaît à cette date un régime autoritaire, sous la présidence de Nguyễn Văn Thiệu. La presse est censurée. | La très grande majorité des élus sont sans étiquette. Le général Trần Thiện Khiêm (Front démocratique social national : centre-gauche) demeure premier ministre, mais la quasi-totalité du pouvoir est exercée par le président. Une élection présidentielle a lieu en octobre.               |

### Septembre
| Date          | Pays               | Élections               | Contexte | Résultats |
| ------------- | ------------------ | ----------------------- | --- | --- |
| 1er septembre | Égypte Libye Syrie | Référendums             | Référendums simultanés en Égypte, en Libye et en Syrie pour la création d'une Union des Républiques arabes, rassemblant ces trois États en une fédération, au nom du panarabisme. | La mesure est approuvée officiellement par 99,96 % des votants en Égypte, 98,6 % en Libye, et 96,4 % en Syrie. La fédération est proclamée, mais n'est jamais concrétisée, en raison de désaccords entre les gouvernements libyen et égyptien : la Libye souhaite une intégration politique bien plus importante que celle proposée par l'Égypte. L'union est officiellement dissoute en 1984 avec le retrait de l'Égypte. |
| 9 septembre   | Barbade            | Législatives            | | Le Parti travailliste démocrate (centre-gauche) conserve la majorité absolue des sièges. Errol Barrow demeure premier ministre. |
| 15 septembre  | Soudan             | Plébiscite présidentiel | Le coup d'État de 1969 avait porté au pouvoir un Conseil révolutionnaire d'inspiration socialiste, dirigé par le colonel Gaafar Nimeiry. L'exclusion rapide des communistes de ce nouveau gouvernement, puis la répression contre les communistes, provoque le coup d'État communiste de juillet 1971, qui se solde par un échec. Gaafar Nimeiry retrouve le pouvoir, accentue la répression contre les communistes, et organise ce plébiscite. Les citoyens sont appelés à lui conférer un mandat de six ans à la tête de l'État. | Gaafar Nimeiry (Union socialiste : socialisme arabe, autoritaire, anticommuniste) est confirmé à la présidence de la République, avec officiellement 98,6 % de « oui ». |
| 21 septembre  | Danemark           | Législatives            | Un référendum a lieu le même jour (voir ci-dessous). | Parlement sans majorité. Alternance. Les Sociaux-démocrates conservent la majorité relative des sièges. Jens Otto Krag devient premier ministre, formant un gouvernement minoritaire social-démocrate. Il succède au social-libéral Hilmar Baunsgaard et à son gouvernement de coalition de centre-droit. |
| 21 septembre  | Danemark           | Référendum              | Les citoyens sont invités à se prononcer pour ou contre l'abaissement de l'âge auquel s'acquiert le droit de vote, à 20 ans au lieu de 21 ans. Ce référendum fait suite à l'échec de celui de 1970, qui proposait le droit de vote à 18 ans. | La proposition est approuvée par 56,5 % des votants. Par la suite, le droit de vote est octroyé à 18 ans en 1978. |

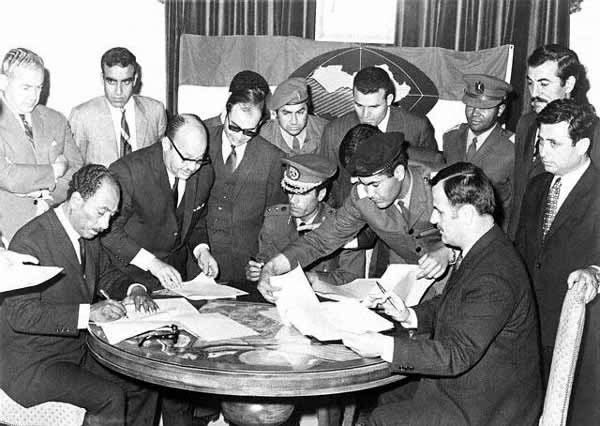
Anouar el-Sadate, Mouammar Kadhafi et Hafez el-Assad signant l'accord de fédération de leurs trois pays, en amont des référendums de septembre.
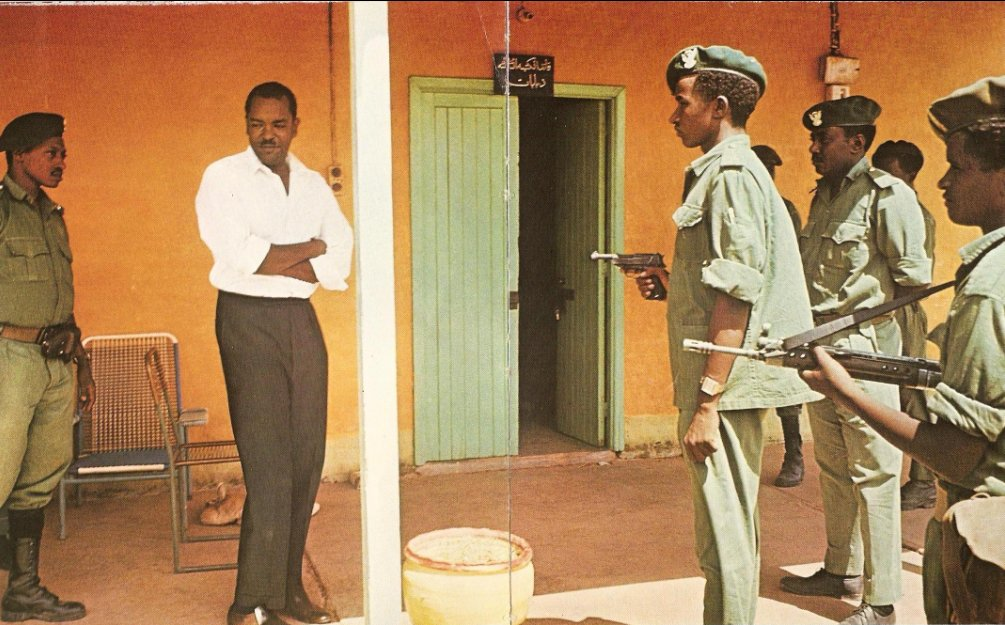
Arrestation du major Hashem al Atta, auteur du coup d'État communiste manqué au Soudan en juillet. Il en résulte un plébiscite en septembre, en faveur du gouvernement socialiste autoritaire du président Gaafar Nimeiry.

### Octobre
| Date       | Pays                                     | Élections      | Contexte | Résultats |
| ---------- | ---------------------------------------- | -------------- | --- | --- |
| 2 octobre  | République du Viêt Nam (Viêt Nam du Sud) | Présidentielle | Le scrutin a lieu alors que la guerre du Viêt Nam se poursuit. Le pays connaît à cette date un régime autoritaire, sous la présidence de Nguyễn Văn Thiệu. La presse est censurée. L'opposition boycotte le scrutin, en raison de la corruption ambiante. | Seul candidat, Nguyễn Văn Thiệu (sans étiquette) est réélu officiellement avec 100 % des voix. 5,6 % des votants ont toutefois déposé un bulletin blanc ou nul. |
| 10 octobre | Autriche                                 | Législatives   | | Le Parti socialiste conserve la majorité absolue des sièges. Bruno Kreisky demeure chancelier. |
| 27 octobre | République arabe unie (Égypte)           | Législatives   | L'Égypte à cette date est un État à parti unique. Seul le parti est autorisé à présenter des candidats, invitant les citoyens à départager plusieurs candidats dans leur circonscription.                                                                 | Le parti Union socialiste arabe (nassérisme, panarabisme, socialisme arabe) conserve automatiquement tous les sièges. Mahmoud Fawzi demeure premier ministre. |
| 31 octobre | Suisse                                   | Législatives   | | Parlement sans majorité. Le Parti radical-démocratique (droite libérale) dépasse le Parti socialiste et obtient la majorité relative des sièges au Conseil national (un quart). Le Parti démocrate-chrétien (centre-droit) conserve la majorité relative au Conseil des États. |

### Novembre
| Date              | Pays               | Élections                      | Contexte | Résultats |
| ----------------- | ------------------ | ------------------------------ | --- | --- |
| 7 novembre        | Belgique           | Législatives                   | | Parlement sans majorité. Le nouveau Parti populaire chrétien (CVP ; centre-droit, néerlandophone) obtient la majorité relative des sièges dans les deux chambres. Gaston Eyskens (CVP) demeure premier ministre, à la tête d'un gouvernement de coalition avec le Parti socialiste (centre-gauche) et le Parti social chrétien (centriste). |
| 14 novembre       | Allemagne de l'Est | Législatives                   | L'Allemagne de l'Est (RDA) à cette date est une dictature de facto à parti unique. Bien qu'une diversité de partis existe officiellement, ils sont tous subordonnés aux autorités communistes. La répartition des sièges entre les partis est décidée par avance ; les autorités présentent une liste unique de candidats, les citoyens étant invités à l'approuver. | Les candidats sont approuvés officiellement par 99,5 % des votants. En apparence, ces élections produisent un parlement sans majorité, où le Parti socialiste unifié (SED, marxiste-léniniste) dispose de seulement un quart des sièges. Dans la pratique, les autres partis sont soumis à sa direction. Willi Stoph (SED) demeure président du conseil des ministres. |
| 26 et 27 novembre | Tchécoslovaquie    | Législatives                   | Seul le Front national (coalition de tous les partis politiques autorisés) peut présenter des candidats. Les citoyens sont appelés à voter pour ou contre l'unique candidat dans leur circonscription. | Les candidats du Front national sont élus avec un taux d'approbation d'ensemble de 99,6 %. La majorité absolue des sièges revient au Parti communiste, les autres étant alloués aux partis qui lui sont subordonnés (tels que le Parti socialiste, le Parti populaire ou le Parti du renouveau slovaque), ou à des candidats sans étiquette approuvés par le Front. Lubomír Štrougal (Parti communiste) demeure premier ministre. |
| 28 novembre       | Uruguay            | Législatives et présidentielle | Les élections sont entachées de fraudes orchestrées par la dictature brésilienne, avec l'aval du président des États-Unis Richard Nixon. Depuis 1968, le gouvernement du président Jorge Pacheco Areco (Parti Colorado) cède du pouvoir aux militaires ; des escadrons de la mort, liés à l'armée, répriment les opposants politiques de gauche et les journalistes. | Assemblée sans majorité. Le Parti Colorado (hétéroclite) recule mais conserve la majorité relative des sièges dans les deux chambres. Le parti conserve la présidence de la République, l'élection présidentielle étant remportée de peu par Juan María Bordaberry, avec 41,0 % des voix, face notamment à Wilson Ferreira Aldunate (Parti national : droite ; 40,2 %). En 1973, l'armée orchestre un coup d'État, mais conserve le président Bordaberry à la tête de la nouvelle dictature militaire d'extrême-droite. Le régime réprime toute opposition avec une grande brutalité et un recours systématique à la torture ; c'est la « guerre sale ». |
| 28 novembre       | Uruguay            | Référendums                    | Les citoyens sont invités à se prononcer sur deux propositions. L'une, d'initiative parlementaire, vise à autoriser un président de la République à briguer un second mandat consécutif. L'autre, d'initiative populaire, propose que le président soit contraint de démissionner si l'un de ses ministres s'avère coupable d'un crime ou d'un délit.                | La première proposition est rejetée par 71,8 % des votants, et la seconde par 99,9 %. |

### Décembre
Il n'y a pas d'élection nationale en décembre 1971.